# Islandrind

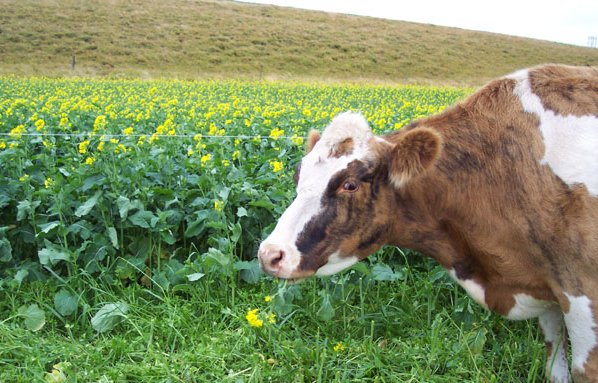
Kuh eines Islandrindes

Das Islandrind (isländisch Íslenskur nautgripur) ist eine in Island vorkommende Rinderrasse. Sie zählt zu den farbschlagreichsten Rinderrassen überhaupt. Das Islandrind existiert seit der Landnahme Islands weitgehend unvermischt und ist am nächsten mit dem norwegischen Sidet trønder- og nordlandsfe verwandt, mit dem es eine gemeinsame Abstammung teilt. Um die Rasse in ihrer Einzigartigkeit zu erhalten, ist die Einfuhr von Rinder in Island verboten und die Einfuhr von Embryonen, Eizellen und Spermien unterliegt Beschränkungen.
Das Islandrind ist eine kleinwüchsige Milchrasse. Circa 95 Prozent des Bestandes auf Island sind hornlos, doch waren gehörnte Individuen früher häufiger.
Der durchschnittliche Milchertrag beträgt 6.000 kg pro Jahr, wobei die besten Milchkühe um die 11.000 kg pro Jahr geben. 2019 wurden rund 71.000 Islandrinder auf Island gezählt, wovon circa 25.000 als Milchkühe eingesetzt waren. Die Forschung hat ergeben, dass die Proteinzusammensetzung der Milch isländischer Kühe von der anderer mitteleuropäischer Rinderrassen deutlich verschieden ist. Das hat Einfluss auf verschiedene Verwertungsmöglichkeiten und den Geschmack.

## Genetik
Die Farbschlaggenetik des Islandrindes ist hochkomplex. So kann  die schwarze Farbe nach neuerer Forschung sowohl dominant als auch rezessiv vererbt werden. Im Allgemeinen werden sechs Grundfarben unterschieden: gestreift / bröndott, kohlfarben / kolótt, rot / rautt, schwarz / svart, grau/blauschimmel / grátt und bleigrau / sægrátt. Hinzu kommen verschiedene weiße Abzeichen. Dies ist jedoch eine drastische Vereinfachung. So gibt es beispielsweise auch einen extrem hellen, sandfarbenen Typus, der in der Genetik einem roten Bleigrau entspricht und meist bleikt (rosa) genannt wird. Außerdem kann der normalerweise schwarz gestreifte Typus auch mit bleigrauen Streifen daherkommen. Graue Grundfarben sind inzwischen recht selten geworden.
Für sieben Farb-Loci ist die Vererbung klar erforscht. Diese sind E, A, BR, D, SI, WP und S.
- auf dem E-Locus wurden drei Allele gefunden: ED, welches dominantes schwarz bedingt, E+ für rezessives schwarz und Ee für rote Grundfarbe, wenn es homozygot auftritt
- auf dem A-Locus wurden zwei Allele identifiziert: A+, welches kohlfarbene Grundfarbe in rezessiv-schwarzen Individuen bedingt, und Aa, welches ohne Effekt auf die rezessiv schwarze Grundfarbe ist und diese auftreten lässt.
- auf dem BR-Locus sind zwei Allele zu finden: BRBR, welches die kohlfarbene Grundfarbe wiederum in gestreift verwandelt, und BRbr, welches keinen Einfluss auf die Struktur hat
- auf dem D-Locus wirkt das Dd-Allel dilutierend und verwandelt schwarz in bleigrau und rot in sandfarben. Das dominante DD wirkt hingegen nicht dilutierend.
- Schimmelblau hingegen wird durch ein rezessives Allel auf dem SI-Locus, SIsi erzeugt. Das dominante SISI hingegen verhindert die Schimmelabzeichen
- weiße Farbe, mit pigmentierten Ohren, Augenumgebung und Schnauze (grönótt) ist  durch ein dominantes Allel auf dem WP-Locus bedingt.
- auf dem S-Locus sind wiederum vier Allele: SS für Einfarbigkeit, SCS für farbige Seiten, SSK für ein weißes Gesicht und Ss für gefleckte Zeichnung.

Weitere Gene beeinflussen weiße Zeichnung an den Beinen.
Die Unzahl an Kombinationsmöglichkeiten bedingt dadurch auch seltene Farben wie den Rotschimmel mit rezessiven Loci auf E und SI, den Kohlschimmel oder dreifarbig geschimmelte Individuen.
Die Hornlosigkeit folgt einem intermediären Erbgang. Heterozygote Individuen haben kleine, teils locker sitzende Hornrudimente, nur die jeweils homozygoten Individuen sind entweder hornlos oder gehörnt.